# JCRロケット
JCRロケットは、科学技術庁宇宙開発推進本部（後の宇宙開発事業団（NASDA）、現・宇宙航空研究開発機構（JAXA））が開発した姿勢・誘導制御技術試験用の2段式固体燃料ロケットである。

## 概要
QN計画において、Qロケットの姿勢・誘導制御機器やアビオニクスの技術研究用として位置付けられ、開発された。QN計画から新N計画に移行した後も運用は継続され、JCRロケットで開発された制御機器やアビオニクスの成果はETVロケットやN-Iロケットの第2段の開発に活用された。また、推進系はTT-500ロケットやTT-500Aロケットに用いられた。"JCR"は"Jet Control Rocket"を意味する。

## 構成・諸元
2段の固体ロケットモータとそれぞれの上部に搭載されたガスジェットによる制御装置、先端部に搭載された通信用電子機器で構成される。固体ロケットモータはポリブタジエン系固体推進薬を用いた内面燃焼型のモータである。姿勢は搭載されたレートジャイロやフリージャイロによって検出される。ガスジェットは過酸化水素を燃料とする1液式スラスタであり、第1段ではロール制御、第2段ではピッチ・ヨー制御とロール制御をともに受け持つ仕様である。1,2号機はNAL-25・31ロケットと同様、第1段が310mm、第2段が250mmのモータを用いたが、ペイロードが不十分で開発目的を十分に果たせなかったため、3号機以降は第1段が500mm、第2段が420mmのモータに変更された。
| 諸元         | 諸元      | 諸元       |
| ------------ | --------- | ---------- |
| 全長         | 10.38 m   | 10.38 m    |
| 全備質量     | 2.22 t    | 2.22 t     |
| 段数         | 第1段     | 第2段      |
| 各段全長     | 5.463 m   | 4.917 m    |
| モータ長     | 3.965 m   | 1.7 m      |
| 直径         | 500 mm    | 420 mm     |
| 各段質量     | 1.458 t   | 0.764 t    |
| 推進薬種     | BP-31B    | BP-31B     |
| 推進薬質量   | 0.938 t   | 0.322 t    |
| 総推力       | 214 tf・s | 73.2 tf・s |
| 平均推力     | 13.5 tf   | 5.5 tf     |
| 海面上比推力 | 229 s     | 228 s      |
| 燃焼時間     | 21 s      | 18 s       |

## 飛翔実績
| 号番   | 飛翔日時(JST) | 飛翔日時(JST) | 飛翔日時(JST) | 場所                    | 目的 | 成否 | 備考                |
| ------ | ------------- | ------------- | ------------- | ----------------------- | --- | ---- | ------------------- |
| 1号機  | 1969年        | 9月15日       | 10:40         | TNSC竹崎射場竹崎第2射点 | ガスジェット制御機器の動作確認 | 成功 |                     |
| 2号機  | 1969年        | 9月16日       | 15:40         | TNSC竹崎射場竹崎第2射点 | ロール軸回りの姿勢制御 | 成功 |                     |
| 3号機  | 1970年        | 2月1日        | 10:00         | TNSC竹崎射場竹崎第2射点 | 飛翔特性・性能確認、1,2段分離機構とコマンド系の確認                                                                                          | 成功 |                     |
| 4号機  | 1970年        | 9月4日        | -             | TNSC竹崎射場竹崎第2射点 | ガスジェット制御装置の機能・制御特性の確認                                                                                                   | 失敗 | 1,2段分離機構不具合 |
| 5号機  | 1971年        | 2月1日        | 10:30         | TNSC竹崎射場竹崎第2射点 | ガスジェット制御装置の機能・制御特性の確認、外乱計測                                                                                         | 成功 |                     |
| 6号機  | 1971年        | 9月17日       | 15:40         | TNSC竹崎射場竹崎第2射点 | ガスジェット制御装置の機能・制御特性の確認                                                                                                   | 成功 |                     |
| 7号機  | 1972年        | 2月6日        | 15:35         | TNSC竹崎射場竹崎第2射点 | ガスジェット制御装置の制御特性の確認 PCM-PM方式によるテレメ-タ送受信機の機能確認                                                             | 成功 |                     |
| 8号機  | 1973年        | 2月7日        | 10:50         | TNSC竹崎射場竹崎第2射点 | ガスジェット制御装置の制御特性等の確認 PCM-PMテレメータ装置の機能確認 S帯コマンド受信機,C帯レーダトランスポンダの機能確認                    | 成功 |                     |
| 9号機  | 1973年        | 9月7日        | 10:40         | TNSC竹崎射場竹崎第2射点 | 誘導系搭載電子機器と地上電子装置とのリンク試験 地上からの電波指令による姿勢変更試験 ガスジェット制御装置の制御特性確認、緊急破壊系の機能確認 | 成功 |                     |
| 10号機 | 1974年        | 2月1日        | 15:30         | TNSC竹崎射場竹崎第2射点 | 誘導系搭載電子機器と地上電子装置とのリンク試験 姿勢変更試験、指令破壊系の機能確認                                                            | 成功 |                     |